# Nationalpark Skoler Beskiden
Der Nationalpark Skoler Beskiden (ukrainisch Національний природний парк Сколівські бескиди Nazionalnyj pryrodnyj park Skoliwski Beskydy) ist ein Nationalpark in der Ukraine. Er befindet sich im südlichen Teil der Oblast Lwiw, großteils nordwestlich der namensgebenden Stadt Skole.

## Beschreibung
Der Nationale Naturpark Skoler Beskiden wurde durch den Erlass des Präsidenten der Ukraine vom 11. Februar 1999 (Nr. 157) deklariert und erstreckt sich durch die ukrainischen Beskiden („Skoler Beskiden“), längsseits des Flusses Stryj. Er wurde für das seit dem Jahr 1983 bestehende Waldreservat Skole und einzelnen Teilflächen der Landschaftsschutzgebiete von nationaler Bedeutung „Zelemin“, „Maidan“ und des Schutzgebietes „Dubinske“ ausgewiesen. Die Schutzgebietsflächen inkludieren die Einzugsgebiete der beiden größeren Flüsse Strjj und dessen rechtem Nebenfluss Opir beziehungsweise der zahlreichen kleinen Bäche. Die geschützten Lebensräume erstrecken sich über eine Gesamtfläche von 35.261 ha von denen 24.639 ha dem Nationalpark zur dauerhaften Nutzung (Kernzone) übertragen wurden.
Die Mittelgebirgsregion erstreckt sich auf einer Höhe von 600 bis 1260 m und verläuft von Nordwesten nach Südosten. Durch das Vorkommen der vielen Bäche überwiegen Lebensräume die von steil abfallenden Hängen geprägt werden und mit einheimischen Fichten-, Tannen- und Buchenwäldern bestockt sind. Im Nordwesten befindet sich der Paraschky-Kamm mit dem Berg Paraschka (ukrainisch Парашка) und dem höchsten Gipfel im Nationalpark mit einer Höhe von 1268 m.

## Geschichte
Geologisch liegen die tektonischen Zonen „Skibova“ und „Krosno“ im Schutzgebiet die aus Sedimentgesteinen aus der Kreidezeit und dem Paläogen bestehen. In diesem Gebiet wurde Bergbau betrieben und es wurden Steinbrüche zum Abbau von Kies und Schotter für den Eisenbahnbau gewonnen. Bedeutende Steinbrüche in Region wurden in den Dörfern Hrebeniv und Skole bewirtschaftet. Daneben wurde durch die vorhandenen Wälder der Holzabbau wirtschaftlich betrieben. Es wurde Rundholz hergestellt das über die Flüsse zu den Güterbahnhöfen geflößt wurde. In den Güterbahnhöfen wurde das Holz umgeladen, wo es über die Eisenbahnstrecken exportiert und verkauft wurde. Ein bedeutender Teil des Holzes wurde für die Herstellung von Kali, für die Metallverhüttung und für die Herstellung von Glas exportiert.
Vom Dezember 1914 bis zum April 1915 fand auf dem Gebiet die Karpatenschlacht statt, die eine der verlustreichsten Schlachten des Ersten Weltkriegs wurde. Der Berg Zwinin, der dabei erstürmt wurde, liegt heute mitten im Park.

## Schutzziele
Der Nationalpark wurde mit dem Ziel zur Erhaltung und Wiederherstellung der Landschaften des westlichen Teils der ukrainischen Karpaten mit den typischen und einzigartigen Biotopen geschaffen. In Teilbereichen wurde eine wirtschaftliche Nutzung zugelassen, in denen ein begrenzter Holzabbau, Tourismus und andere Nutzungen zu Erholungs- und Bildungszwecken möglich sind. Diese Zoneneinteilung wurde für das Schutzgebiet auf einem Areal von 5194 ha, einem regulierten Erholungsgebiet mit einer Fläche von 6973 ha, einem stationären Erholungsgebiet von 336 ha und einer Wirtschaftszone mit einer Fläche von 22758 ha festgelegt.

## Klima
Der Nationalpark liegt in der kühlgemäßigten Klimazone herrscht ein mildes bis mäßig feuchtwarmes Klima das im Winter bei einer durchschnittlichen Temperatur von 0 bis 5 Grad Celsius den Schnee in den Tallagen abschmelzen lässt. Die durchschnittliche Schneehöhe im Winter beträgt 39 cm mit dem kältesten Monat Januar bei einer durchschnittlichen Temperatur von −4,5 bis −6 Grad Celsius und Tiefstwerten von maximal −31 Grad Celsius. Die Sommermonate sind warm mit Höchsttemperaturen von bis zu 30 Grad Celsius und dem wärmsten Monat im Juli bei durchschnittlichen Temperaturen von 15,6 bis 18 Grad Celsius. Die Vegetationsperiode im Nationalpark beträgt 180 Tage bei einer Niederschlagsmenge von 800 bis 1100 mm pro Jahr.

## Flora und Fauna
Die Flora der Gefäßpflanzen im Nationalpark wurde mit 1165 Pflanzenarten und die Fauna mit 142 Insektenarten und 204 Wirbeltierarten aufgezeichnet. Darunter befanden sich 154 Vogelarten, 52 Säugetierarten, 20 Fischarten, neun Amphibienarten und sechs Reptilienarten.
Von den im Schutzgebiet vorkommenden Tierarten sind elf Arten durch die europäische Rote Liste der gefährdeten Tierarten geschützt. In der nationalen „Roten Liste der Ukraine“ wurden 50 Pflanzenarten und 30 Tierarten als besonders geschützte Flora und Fauna aufgeführt.

### Flora
An vorkommenden Pflanzenarten wurden die Echte Arnika (Arnica montana), die Große Sterndolde (Astrantia major), der Tannenbärlapp (Huperzia selago), die Mücken-Händelwurz (Gymnadenia conopsea), die Frühlings-Knotenblume (Leucojum vernum), das Kleine Zweiblatt (Listera cordata), der Türkenbund (Lilium martagon), das Ausdauernde Silberblatt (Lunaria rediviva), die Zweiblättrige Waldhyazinthe (Platanthera bifolia), das Kleine Schneeglöckchen (Galanthus nivalis), die Herbstzeitlose (Colchicum autumnale), die Weiße Höswurz (Pseudorchis albida), das Krainer Tollkraut (Scopolia carniolica), die Rosa Kugelorchis (Traunsteinera globosa), der Heuffel-Safran (Crocus heuffelianus) und viele weitere Pflanzenarten besonders Orchideenarten aufgezeichnet. Mehr als 100 einheimische Pflanzen im Schutzgebiet gelten als Heilpflanzen oder waren Bestandteil der traditionellen Medizin.

### Fauna
In den Skoler Beskiden wurde eine artenreiche Fauna beobachtet darunter seltene und streng geschützte Arten.

#### Säugetiere
Eine kleine Auswahl der vorkommenden Säugetiere sind der Rothirsch (Cervus elaphus), das Reh (Capreolus capreolus), das Wildschwein (Sus scrofa), der Feldhase (Lepus europaeus), das Eurasische Eichhörnchen (Sciurus vulgaris), der Rotfuchs (Vulpes vulpes), der Baummarder (Martes martes), der Steinmarder (Martes foina), der Wolf (Canis lupus), der Europäische Braunbär (Ursus arctos arctos), der Europäische Dachs (Meles meles), die Ostschermaus (Arvicola amphibius), das Hermelin (Mustela erminea), die Europäische Wildkatze (Felis silvestris), der Eurasische Luchs (Lynx lynx), das Braune Langohr (Plecotus auritus), die Kleine Hufeisennase (Rhinolophus hipposideros) und der im Jahr 1965 angesiedelte Wisent (Bos bonasus).

#### Avifauna
Als nistende Vogelarten wurden das Birkhuhn (Lyrurus tetrix), das Haselhuhn (Tetrastes bonasia), der Grünspecht (Picus viridis), der Dreizehenspecht (Picoides tridactylus), der Fichtenkreuzschnabel (Loxia curvirostra), die Gebirgsstelze (Motacilla cinerea), der Bergpieper (Anthus spinoletta), der Waldkauz (Strix aluco), der Wanderfalke (Falco peregrinus), das Auerhuhn (Tetrao urogallus), der Schwarzstorch (Ciconia nigra), der Schreiadler (Clanga pomarina), der Steinadler (Aquila chrysaetos), der Rotmilan (Milvus milvus) und der Raubwürger (Lanius excubitor) beispielhaft beobachtet. Daneben wurden weitere Arten wie der Ortolan (Emberiza hortulana), die Goldammer (Emberiza citrinella), der Buchfink (Fringilla coelebs), die Amsel (Turdus merula), der Bluthänfling (Linaria cannabina), die Wasseramsel (Cinclus cinclus), der Gimpel (Pyrrhula pyrrhula), der Hausrotschwanz (Phoenicurus ochruros), der Weißstorch (Ciconia ciconia), der Neuntöter (Lanius collurio), die Bachstelze (Motacilla alba), der Baumpieper (Anthus trivialis), der Haussperling (Passer domesticus), das Sommergoldhähnchen (Regulus ignicapilla), die Kohlmeise (Parus major), der Mäusebussard (Buteo buteo) und der Trauerschnäpper (Ficedula hypoleuca) beobachtet.

#### Amphibien und Reptilien
Für die Reptilien wurden die Kreuzotter (Vipera berus), die Zauneidechse (Lacerta agilis), die Waldsteppenotter (Vipera nikolskii), der Karpatenmolch (Lissotriton montandoni), der Bergmolch (Ichthyosaura alpestris) und der Feuersalamander (Salamandra salamandra), der Nördliche Kammmolch (Triturus cristatus), die Waldeidechse (Zootoca vivipara) und der Grasfrosch (Rana temporaria) aufgezeichnet.

#### Insekten und Spinnentiere
Folgende Insektenarten wurden auf den Schutzgebietsflächen beobachtet. Der Zitronenfalter (Gonepteryx rhamni), das Große Ochsenauge (Maniola jurtina), der Feurige Perlmuttfalter (Fabriciana adippe), der Kaisermantel (Argynnis paphia), der Sägebock (Prionus coriarius), der Rapsweißling (Pieris napi), die Ackerhummel (Bombus pascuorum), der Faulbaum-Bläuling (Celastrina argiolus), der Schwalbenschwanz (Papilio machaon), der Braune Bär (Arctia caja), der Waldmistkäfer (Anoplotrupes stercorosus), das Tagpfauenauge (Aglais io), die Lederwanze (Coreus marginatus), der Blauäugige Waldportier (Minois dryas), die Westliche Honigbiene (Apis mellifera), der Distelfalter (Vanessa cardui), das Grüne Blatt (Geometra papilionaria), der Große Eisvogel (Limenitis populi), die Gemeine Waldschwebfliege (Volucella pellucens), die Hainschwebfliege (Episyrphus balteatus), die Blaugrüne Mosaikjungfer (Aeshna cyanea), der Rothalsbock (Stictoleptura rubra), der Kleine Fuchs (Aglais urticae), die Gemeine Feuerwanze (Pyrrhocoris apterus), der Kleine Kohlweißling (Pieris rapae), das Landkärtchen (Araschnia levana), der Kleine Feuerfalter (Lycaena phlaeas), der C-Falter (Polygonia c-album), der Gewöhnliche Schaufelläufer (Cychrus caraboides), die Wiesenschnake (Tipula paludosa), der Kiefernschwärmer (Sphinx pinastri), die Europäische Maulwurfsgrille (Gryllotalpa gryllotalpa), der Brombeerspinner (Macrothylacia rubi), der Moschusbock (Aromia moschata), das Schachbrett (Melanargia galathea), die Gemeine Waldschabe (Ectobius lapponicus), die Gelbfleck-Waldschatteneule (Euplexia lucipara), die Zwitscherschrecke (Tettigonia cantans), die Erlen-Rindeneule (Acronicta alni), die Nadelholz-Säbelschrecke (Barbitistes constrictus), die Gartenkreuzspinne (Araneus diadematus), die Sumpfkreuzspinne (Araneus alsine) und die Art Leiobunum gracile aus der Gattung Weberknechte (Opiliones).

## Tourismus
Im Umfeld des Nationalparks befinden sich die traditionellen Kurgebiete Schidnyzja, Skole und Slawsko. Von besonderer Bedeutung sind die im Jahr 1970 entdeckten Vorkommen von Mineralwässern wie „Naftusja“ welche in den angrenzenden Arealen des Dorfes Schidnyzja für therapeutische Anwendungen erschlossen wurden. Weitere Solequellen befinden sich innerhalb der Nationalparkgrenzen mit unterschiedlich starker Mineralisation ihrer Wässer. Die Bewohner in den kleinen Dörfern und Städten gelten als talentierte Handwerker die geschnitzte Holzsachen, Stickereien, Teppiche, Halsketten, Keramik und Kleidung mit traditionellen Mustern und Formen herstellen.
Kulturdenkmale aus der Zeit der Kiewer Rus befinden sich in der Nähe des Dorfes Urytsch mit den Ruinen der Festung Tustan oder das Grab am rechten Ufer des Flusses Opir für den Kiewer Fürsten Swjatoslaw Wolodymyrowitsch. Der Nationalpark bietet den Besuchern und naturinteressierten Personen entlang der naturnahen und markierten Routen „Skole-Maidan“ (28 km), „Buchyna“ (1,4 km), „Kamjanka-Tal“ (4 km), „Lopata“ (12 km) und „Wasserfall“ unterschiedlichen Wanderstrecken. Insgesamt wurden innerhalb der Nationalparkgrenzen 19 Wanderwege ausgewiesen.